# حصان أباكو البربري
حصان أباكو البربري (بالٳنجليزية: Abaco Barb) هي سلالة منقرضة من الخيول الٳسبانية البربرية، والتي نشأت في براري جزر أباكو بدولة الباهاماس. كان عددها في خمسينيات القرن الماضي 200 حصان، لكن تعرضت هذه الأحصنة لخطر شديد بسبب النشاط البشري ومرور إعصار فلويد في عام 1999، مما ساهم في ٳنقراضها في عام 2015 بعد وفاة الفرس الأخير المسمى نونكي.

## التاريخ
أصل أحصنة أباكو البربرية غير معروف، فمن الممكن أن تكون الخيول قد وصلت إلى الشاطئ عبر السفن الإسبانية التي تحطمت على سواحلها، ومن المحتمل أيضًا أن الخيول قد تم إحضارها إلى الجزيرة من قبل المستوطنين الأمريكيين الموالين الذين جاءوا إلى هناك بعد الثورة الأمريكية. والتفسير الأكثر احتمالا هو أنها من الخيول التي استخدمها عمال الغابات الكوبيون في أوائل القرن التاسع عشر.
في الفترة ما بين عامي 1998 و2002، أقيمت دراسات على هذه السلالة لتحديد أصولها. و بفضل ٳختبارات الحمض النووي والصور ومقاطع الفيديو الخاصة بهذه الأحصنة، تم تحديد أصولها على أنها من نسل حصان بربري نشأ في إسبانيا.
أعتبر حصان أباكو البربري في بداية القرن الحادي والعشرين أحد أندر سلالات الخيول في العالم، وفي 23 يوليو 2015 توفي آخر حصان من السلالة.

## وصف
يبلغ طول حصان أباكو البربري حوالي 1.30 مترًا وفقًا للعمل المرجعي لمكتب الكومنولث الزراعي، ويشير دليل دولاشو إلى أن طول هذه السلالة يتراوح بين 1.32 متر و1.47 متر. وتتمتع هذه السلالة بقوائم صلبة ورأس طويل، مع فتحات أنف عريضة وعينان كبيرتان.
يمكن لهذه الخيول أن تحمل جميع الألوان التي يحملها الحصان البربري، وتوضح الدراسات الجينية علاقة قرابة مع أحصنة باسوفينو من بورتوريكو وأحصنة موستانج من مقاطعة يوتا الأمريكية.